# Cynanchum heteromorphum
Cynanchum heteromorphum är en oleanderväxtart som beskrevs av Wilhelm Vatke. Cynanchum heteromorphum ingår i släktet Cynanchum och familjen oleanderväxter. Inga underarter finns listade i Catalogue of Life.